# Modiomorphidae
Modiomorphidae zijn een uitgestorven familie van tweekleppigen uit de orde Modiomorphida.

## Taxonomie
De volgende geslachten zijn bij de familie ingedeeld:
- † Ataviaconcha Hryniewicz, Jakubowicz, Belka, Dopieralska & Kaim, 2016
- † Modiomorpha Hall, 1869